# 西赫利 (紐約州)
西赫利（英語：West Hurley）是位於美國紐約州阿爾斯特縣的普查規定居民點。

## 人口
根據2020年美國人口普查的數據，西赫利的面積為9.81平方千米，皆為陸地。當地共有人口1917人，而人口密度為每平方千米195.41人。